# Jódprotokoll
A jódprotokoll vagy ortomolekuláris jódpótlás egy nemzetközi komplementer medicina alapú táplálkozás- és étrendkiegészítő-terápiás megközelítés, amely a szervi jódhiány kezelését, a pajzsmirigytől független jódigényes szövetek (pl. emlő, prosztata, petefészek) jódellátottságának javítását, és a környezeti halogének (pl. bróm, fluor, klór) kiszorítását célozza. A protokoll legismertebb képviselői: dr. Guy Abraham, dr. David Brownstein, dr. Jorge Flechas.

## Háttér
A jódprotokoll elméleti alapját a megfigyelés képezi, hogy a modern populációk jelentős része krónikus szöveti jódhiányban szenved, amely a jódot igénylő szervek működésében zavarokat okozhat. Ez nem azonos a szimpla pajzsmirigy-alulműködéssel, hanem szisztémás jódhiány, mely számos funkcionális panaszt és betegséget okozhat, többek közt:
- fibrocisztás emlőbetegség
- ösztrogéndominancia
- prosztata problémák
- PCOS
- meddőség
- hashimoto-thyreoditis
- pajzsmirigy-túlműködés
- immunrendszeri zavarok
- csökkent méregtelenítés
- alacsony testhőmérséklet és metabolizmus
- leégési hajlam
- agyi köd
- bőrszárazság
- születendő gyermek ADD/ADHD zavara

A protokoll alapítója, dr. Guy Abraham endokrinológus az 1990-es években vezette be az első klinikai jódprotokollt, amely később dr. Brownstein és más orvosok által lett nemzetközileg is ismert.

## A jód formái
A jódprotokoll nemcsak jodidpótlásból áll, hanem figyelembe veszi a szervezet különböző szöveteinek különböző jódformákra való eltérő igényét:
| Jódforma             | Fő célterület               | Forrás               |
| -------------------- | --------------------------- | -------------------- |
| Jodid (I⁻)           | Pajzsmirigy                 | Kálium-jodid, Lugol  |
| Molekuláris jód (I₂) | Emlő, petefészek, prosztata | Lugol-oldat, Iodoral |

A Lugol-oldat (vagy az abból tablettás formában készült Iodoral) a leggyakoribb jódprotokoll-alap.

## A jódprotokoll összetevői
A jód csak más kofaktorokkal együtt képes optimálisan felszívódni és hasznosulni, valamint megelőzhetőek a detox mellékhatások is:
| Összetevő                     | Adagolás (ajánlott tartomány) | Szerep                                       |
| ----------------------------- | ----------------------------- | -------------------------------------------- |
| Jód (Iodoral vagy Lugol)      | 12,5–50 mg/nap                | Sejtszintű jódellátás                        |
| Szelén (szelenometionin)      | 200–400 mcg/nap               | TPO-védelem, konverzió támogatása            |
| Magnézium (citrát, malát)     | 300–600 mg/nap                | Mitokondrium, idegrendszer                   |
| C-vitamin (aszkorbinsav)      | 2–3 g/nap                     | Redox-stabilizálás, jódaktiválás             |
| B2 (riboflavin) + B3 (niacin) | 100–200 mg/nap                | NAD⁺ újrahasznosítás, hormonális szabályozás |
| Finomítatlan só (NaCl)        | 1/2–1 teáskanál/nap, vízben   | Nátrium–jód szállítás, brómkiválasztás       |

## Alkalmazás és adagolás
A jódpótlást alacsony dózisról indítják (12,5 mg), majd fokozatosan emelik, figyelve a szervezet reakcióit.
A kezdés előtt ajánlott TSH, FT3, FT4, anti-TPO, anti-Tg, szelén, vizelet bróm/fluor mérése.
Detox-tünetek a jódterápia elején:
- fejfájás, fáradtság
- pattanások
- szájszárazság
- ingerlékenység
- mellfeszülés (átmeneti)

Ezek gyakran a halogén kiszorítás és a fokozott méregtelenítés miatt jelentkeznek.

## Elméleti alapok és tudományos háttér
A jódprotokoll több endokrinológiai és redox-biológiai elvre épül:
- A pajzsmirigy csak a test jódigényének kb. 30%-át használja. A többi a mell, prosztata, gyomor, nyálmirigyek, agy, retina jódigénye.
- A jód antioxidáns és antiproliferatív hatású egyes szövetekben (különösen I₂ formában).
- A jódhiány fokozza a bróm és fluor akkumulációját, melyek sejtmérgezők.
- A szelénhiány veszélyes jódprotokoll alatt, mert szelén nélkül a jód oxidatív stresszt válthat ki.

## Kritikák és kockázatok
A jódprotokoll nincs hivatalos orvosi irányelvekben elfogadva, főleg funkcionális orvosok, természetgyógyászok alkalmazzák.

### Kritikus pontok:
- Autoimmun pajzsmirigybetegség (Hashimoto) esetén csak szelénnel együtt, óvatosan
- Magas dózisú jód fokozhatja az anti-TPO szintet, ha nincs megfelelő redox-kontroll
- Túl gyors dózisemelés pajzsmirigy-túlműködést/gyulladás okozhat
- Tilos jódot pótolni meglévő autonóm adenoma és struma ovarii esetén, ezeket műtétileg kell előbb eltávolítani[6]

Orvosi felügyelet javasolt, különösen endokrinológiai problémák vagy gyógyszerszedés mellett.